# 大井蔵王権現神社
大井蔵王権現神社（おおいざおうごんげんじんじゃ）は、東京都品川区大井にある神社。

## 由緒
正確な創建時期は不詳だが、平安末期に創建された言い伝えがあるという。
江戸時代、江戸の町に火事や疫病が流行ったとき、この地域は大井村の権現神社の天狗のおかげで無事だったとされる。その後、人々は天狗に感謝して権現神社のお祭りには太鼓を叩いたり、天狗を祀った神輿をかついだりしてきた。今ある、「大井権現太鼓」の発祥はその時の名残である。毎年8月下旬の土・日に大井町駅前で行われる(大井どんたく祭り)でも披露される。
江戸後期に編纂された『新編武蔵風土記稿』には「蔵王権現社、村の北の方にあり、祭礼毎年九月三日神酒を供す、此社あるにより此あたりを權現台と呼べり」とあり、元の社地であった現在の品川区広町2丁目JR東京総合車両センター付近が旧地名である大井権現台の由来となった。
1991(平成3)年に始まった巡礼札所として、荏原七福神のひとつ福禄寿も祀っている。

## アクセス
- 京浜東北線・りんかい線大井町駅より徒歩5分。立会道路に面する。